# Con nghê

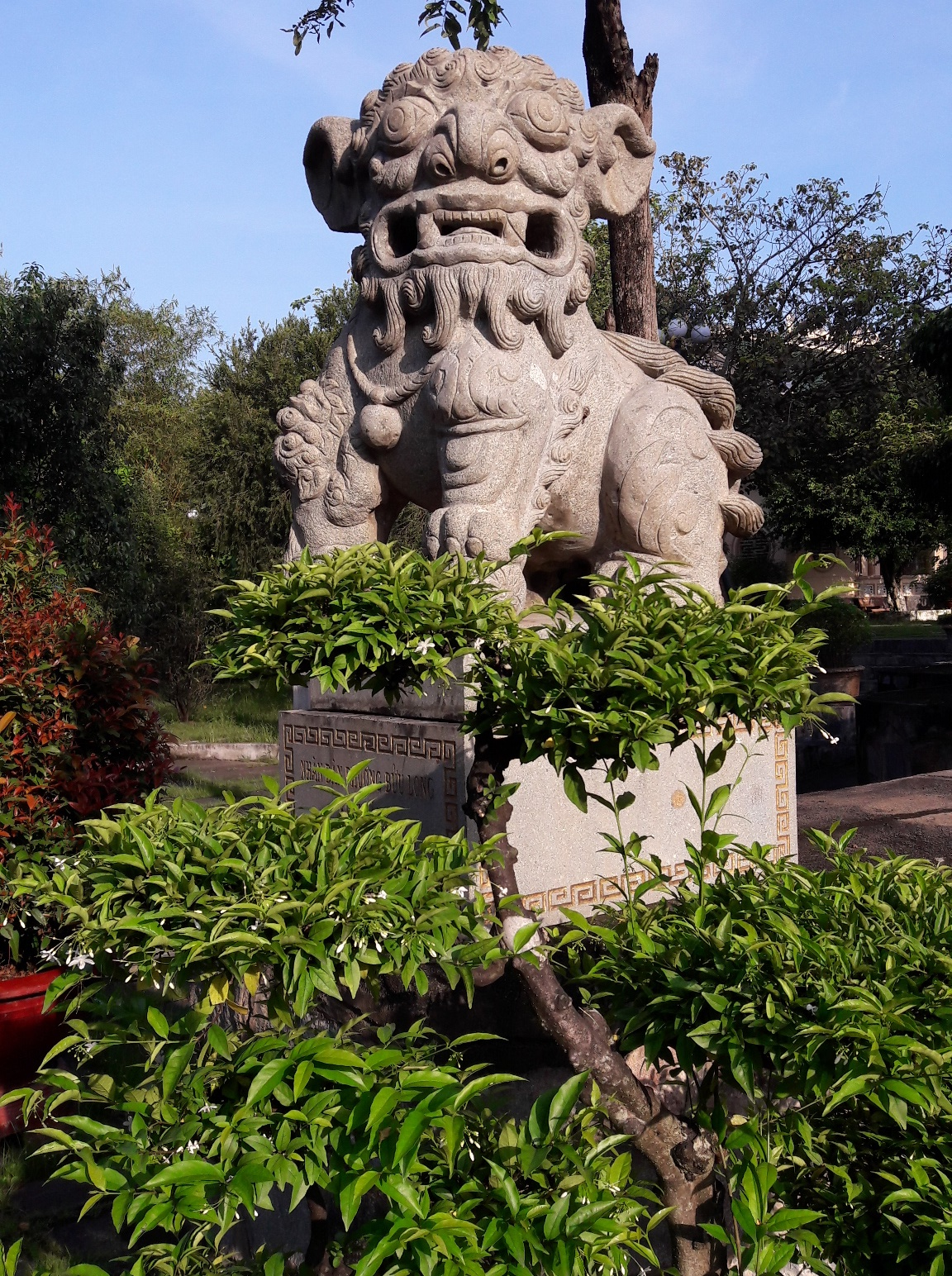
Tượng Nghê Việt bằng đá khối lớn tại Văn Miếu Trấn Biên Đồng Nai

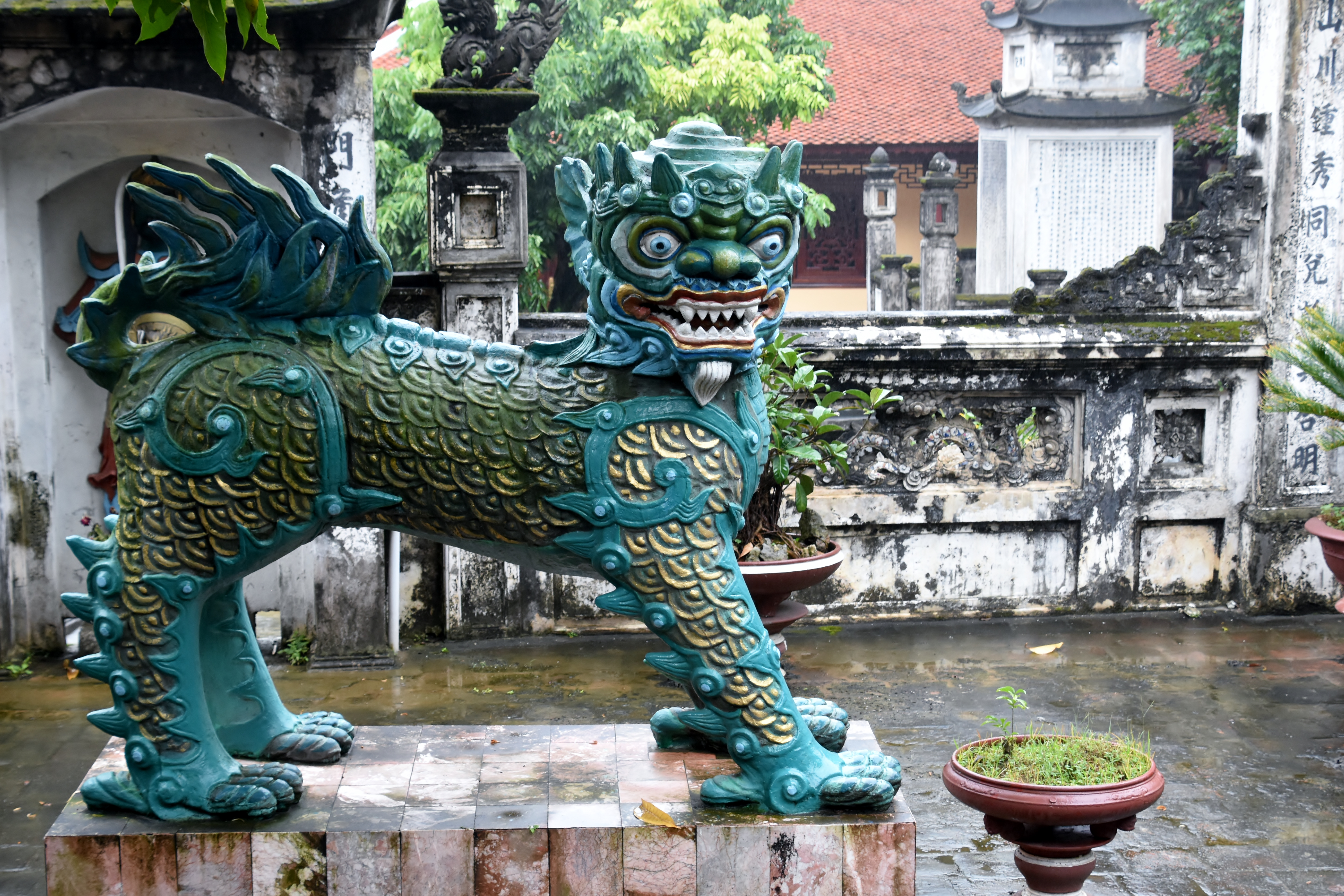
Con Nghê ở chùa Hương, Hà Nội

Nghê (Chữ Hán: 猊) hay còn gọi là Toan Nghê (Chữ Hán: 狻猊 ) là một động vật thần thoại trong văn hóa Việt Nam, là biến thể kết hợp từ lân (hay sư tử) và chó ( Có thể là Tạng Ngao hay Ngao Tạng ) , thường được dùng làm linh vật trước cổng đình chùa, đền, miếu ở Việt Nam. Ở làng quê miền Bắc Việt Nam, trước cổng làng bao giờ cũng có một con Nghê đá lớn để bảo vệ cả làng, trước cổng đình có đặt Nghê đá, và trước cổng mỗi nhà thường có thờ con chó đá nhỏ bé ngồi trước canh giữ cho gia chủ, ở nông thôn miền Nam trước cổng nhà thì người dẫn cũng hay đặt tượng chó bằng gốm.

## Hiện vật

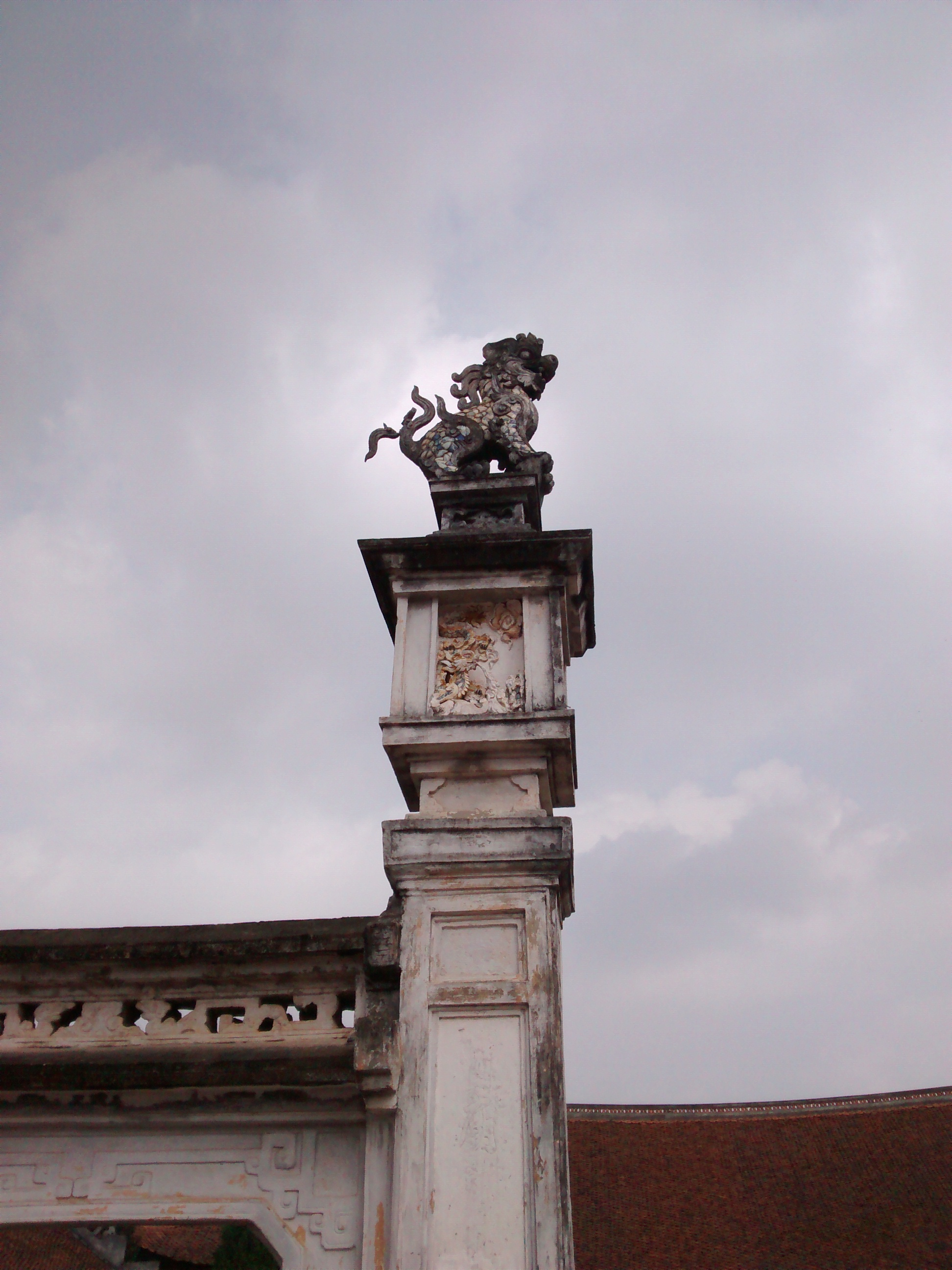
Con nghê ở cổng đình Mông Phụ, làng cổ Đường Lâm, Sơn Tây, Hà Nội

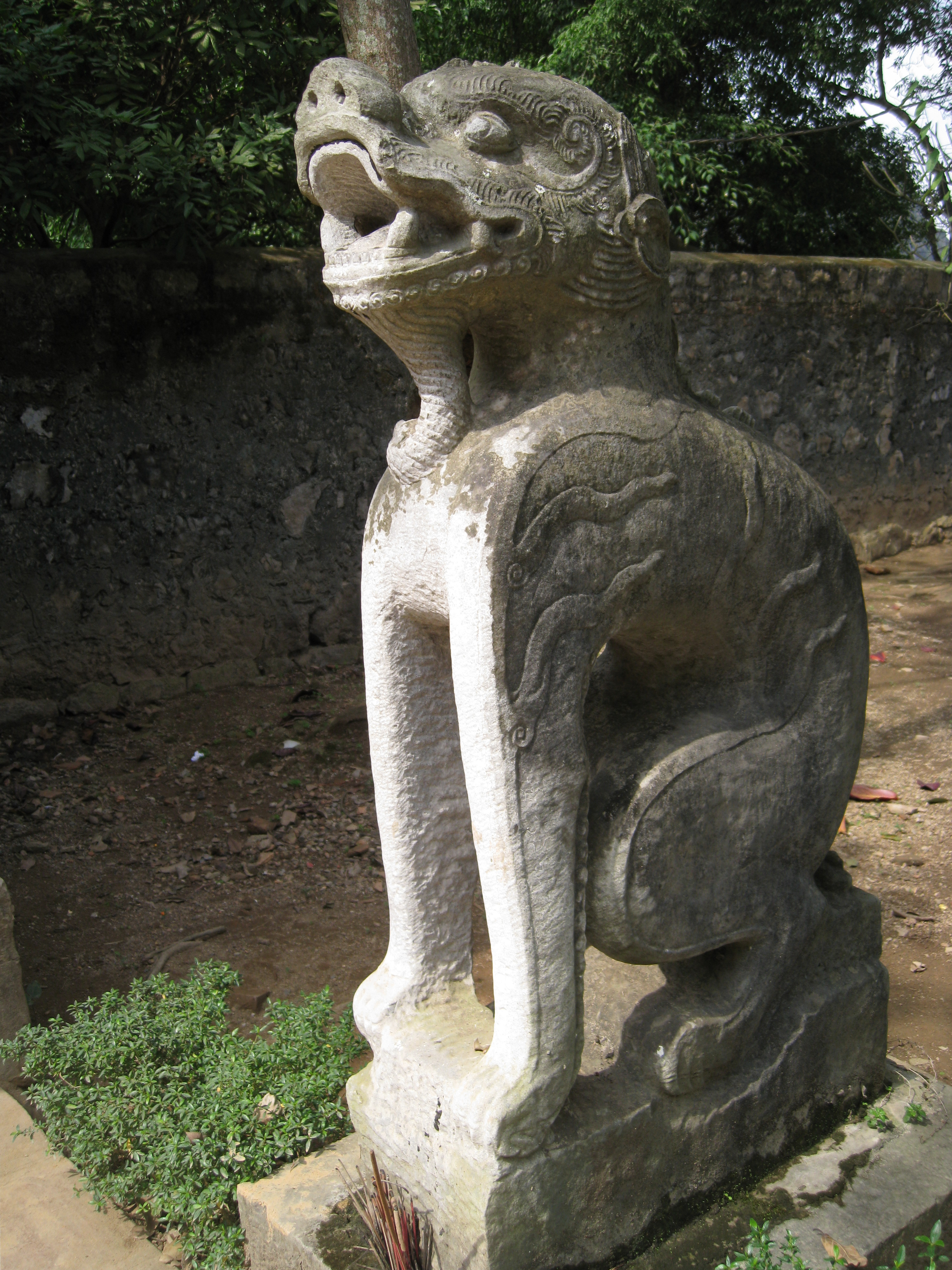
Con nghê đá tại Đền Đinh Tiên Hoàng, Hoa Lư, Ninh Bình

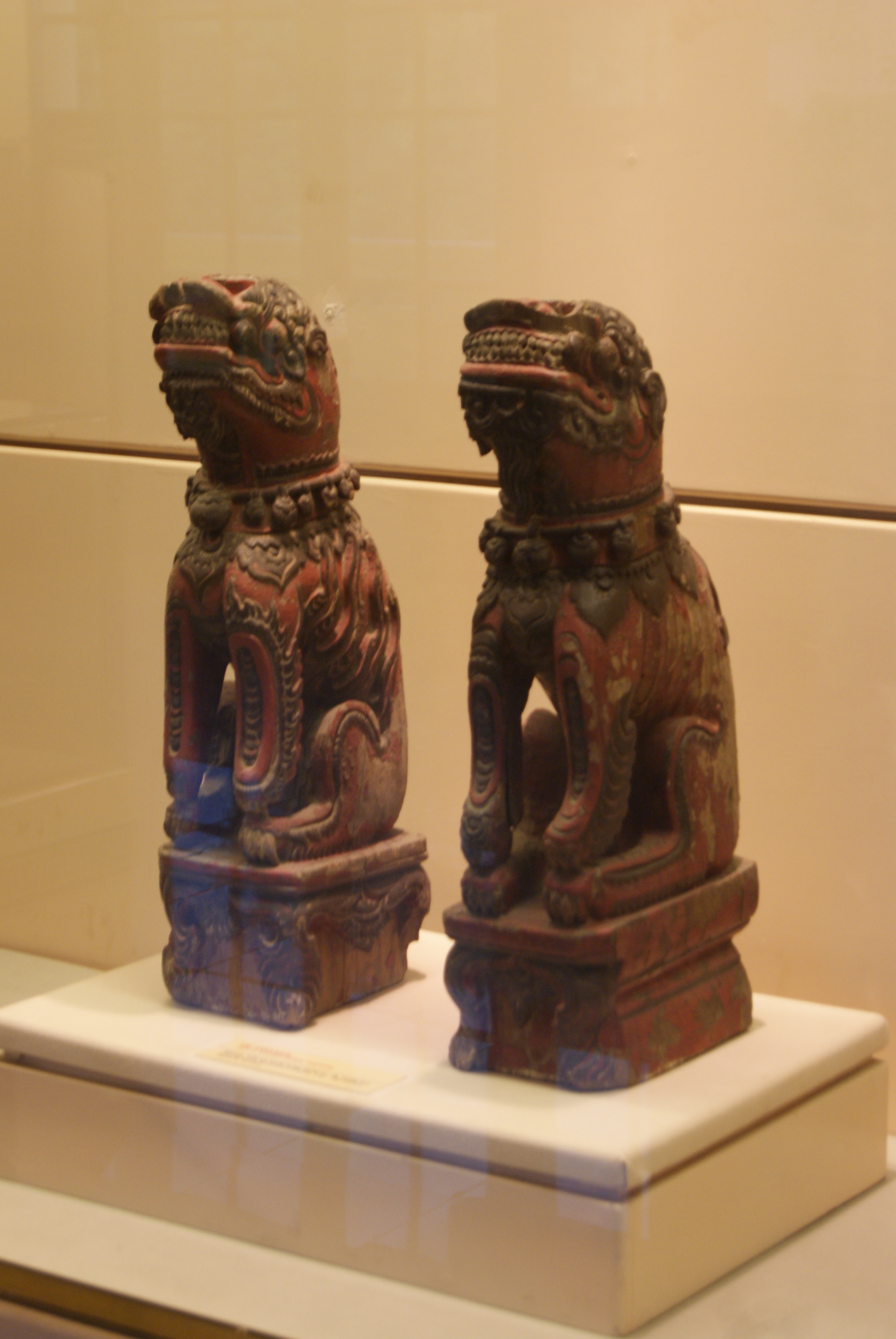
Hiện vật nghê trong bảo tàng

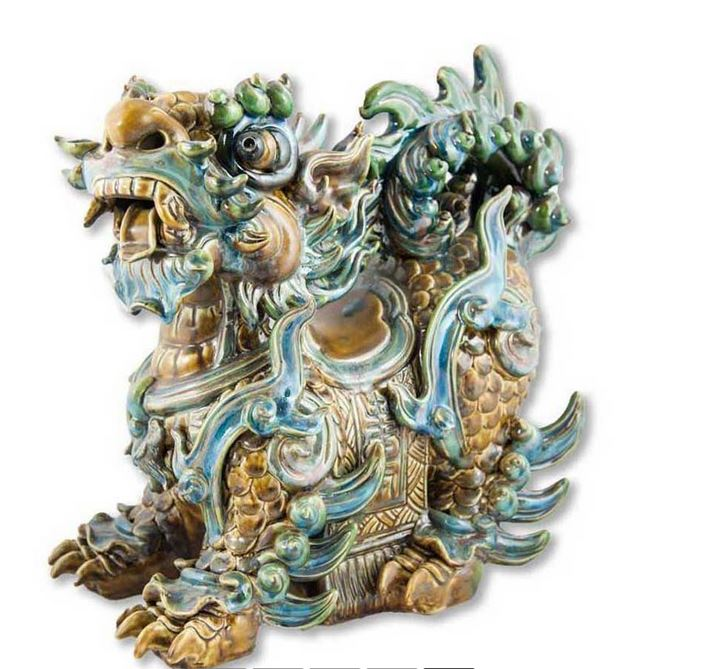
Nghê cổ đuôi xòe, làng gốm sứ Thanh Hải, Việt Nam

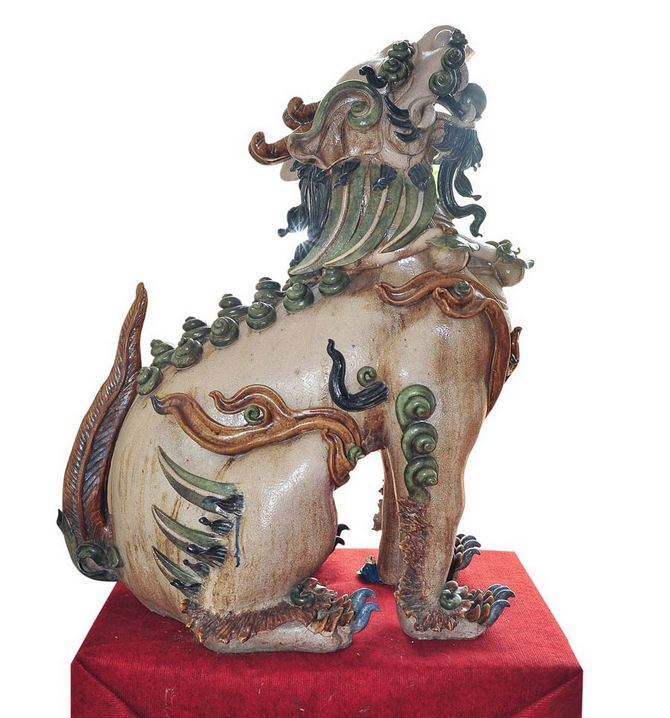
Nghê đại cổ, làng gốm sứ Thanh Hải, Việt Nam

## Tham khảo

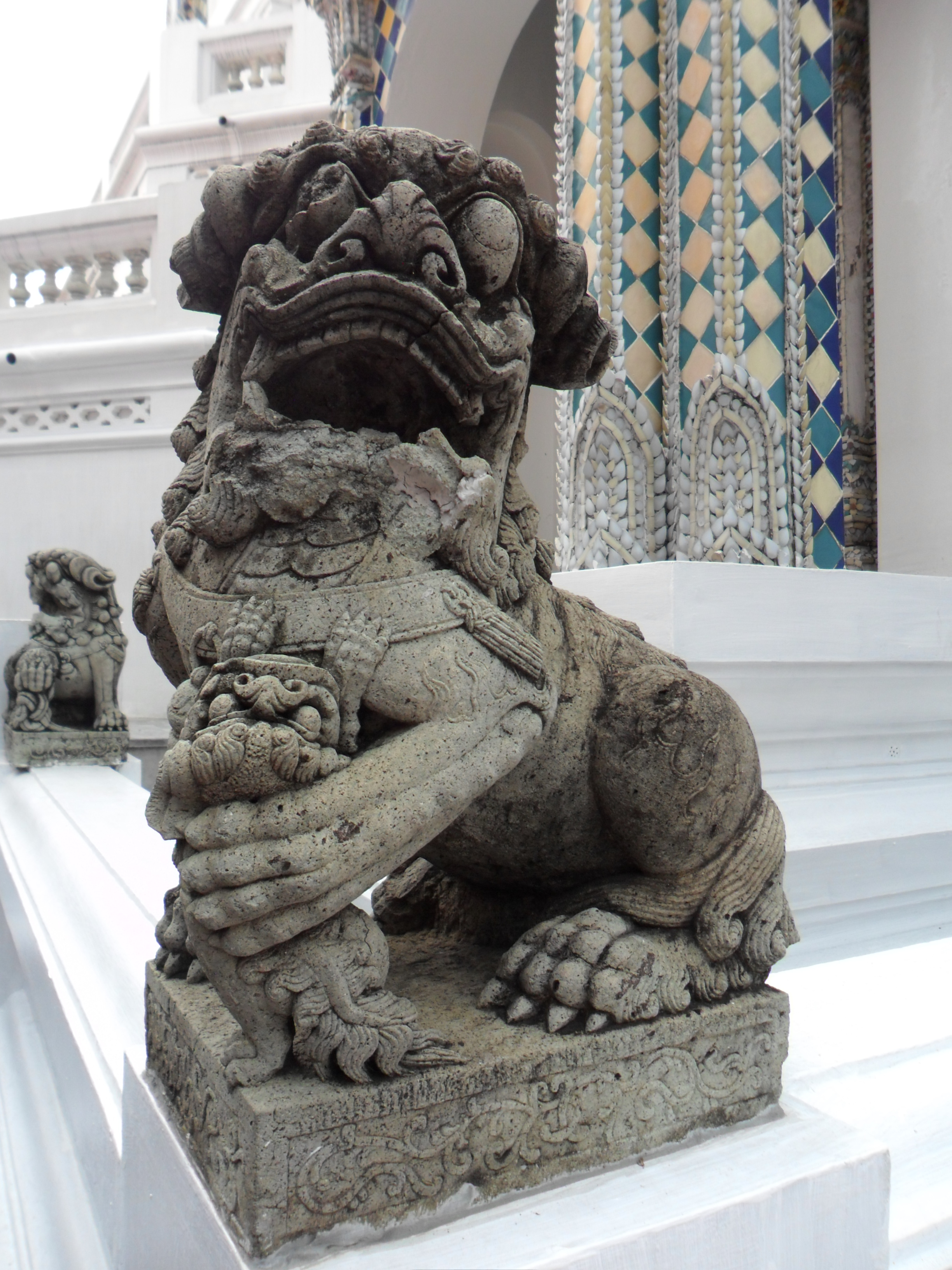
Một con kỳ lân Thái Lan